# König-Fahd-Komplex zum Druck des Koran
Der König-Fahd-Komplex zum Druck des Koran (arabisch مجمع الملك فهد لطباعة المصحف الشريف, DMG Muǧammaʿ al-Malik Fahd li-Ṭibāʿat al-Muṣḥaf aš-Šarīf) wurde 1982 in Medina, Saudi-Arabien, gegründet. Er ist nach dem saudi-arabischen König Fahd benannt. Es ist der „weltgrößte Koran-Produzent“, der 1500 Mitarbeiter beschäftigt. Die Institution widmet sich der weltweiten Verbreitung des Korans – der Heiligen Schrift des Islam – und seiner Übersetzungen. Eine zweisprachige arabisch-chinesische Ausgabe in der Übersetzung von Ma Jian beispielsweise erschien 1986. Eine deutsche Koranübertragung des König-Fahd-Komplexes erschien von Frank Bubenheim und Nadeem Elyas.